# Locomotiva JŽ 342
La locomotiva 342 delle ferrovie jugoslave (JŽ), in seguito delle ferrovie slovene (SŽ), è una locomotiva elettrica costruita dalla fabbrica italiana Ansaldo per l'esercizio sulle linee della Slovenia elettrificate a 3000 V cc.

## Storia

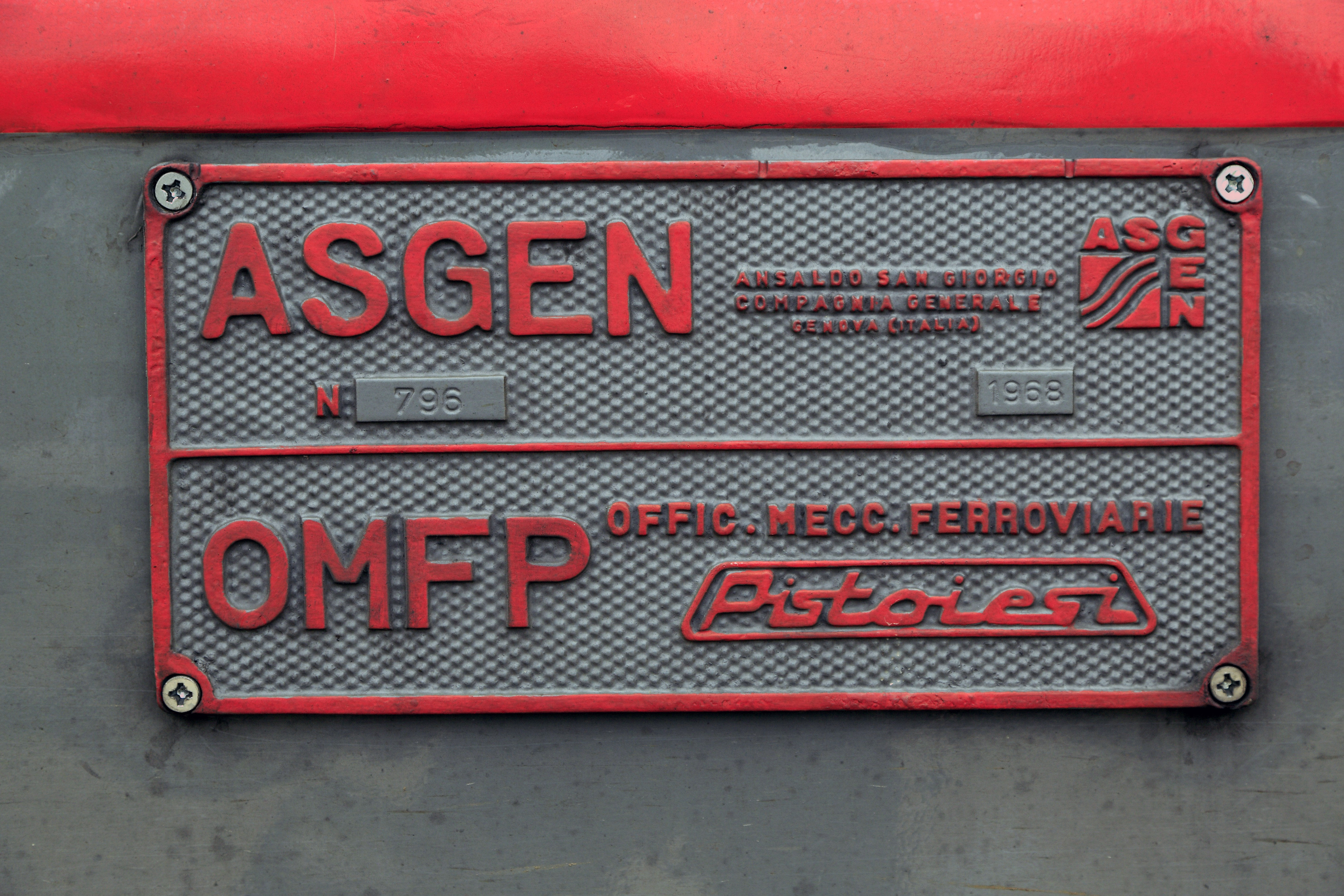
Targa di fabbrica della locomotiva 342-024

Le locomotive vennero ordinate all'industria italiana Ansaldo nella seconda metà degli anni sessanta del XX secolo per le esigenze di trazione delle linee elettrificate a corrente continua e 3000 volt. L'ordine prevedeva una macchina di uso promiscuo, di dimensioni e potenza medie, atta anche a un servizio merci leggero. Le consegne iniziarono a partire dal 1968 e proseguirono fino al 1970, fino a un totale di 40 unità.
In seguito alla disgregazione della Jugoslavia, nel 1991, tutto il gruppo di macchine fu assegnato alle ferrovie slovene (SŽ). In seguito all'ammodernamento del parco rotabili sloveno alcune unità vennero vendute alle Ferrovie Nord Milano (FNM) e alle Ferrovie Emilia Romagna (FER) dove, dopo un adeguamento all'esercizio in Italia, assunsero la nuova classificazione E.640.
Per il proprio servizio in Croazia, le OBB acquisirono 5 unità serie 342 tramite la controllata Rail Cargo Ungharia.

## Caratteristiche
Le locomotive classe 342 sono locomotive atte al servizio merci e viaggiatori, atte al telecomando, a carrelli, con rodiggio Bo'Bo' e ruote da 1250 mm di diametro. Ciascuno dei quattro assi è motorizzato con motori elettrici che possono essere disposti in due combinazioni: in serie e in parallelo secondo le esigenze di trazione. Il rapporto di trasmissione è di 25:76.
Sono fornite di dispositivo "uomo morto" per il controllo di vigilanza sul guidatore e di trasmittente radio TFZ 70.
Possono circolare in linee con curve di raggio minimo di 80 m e in grado di reggere 

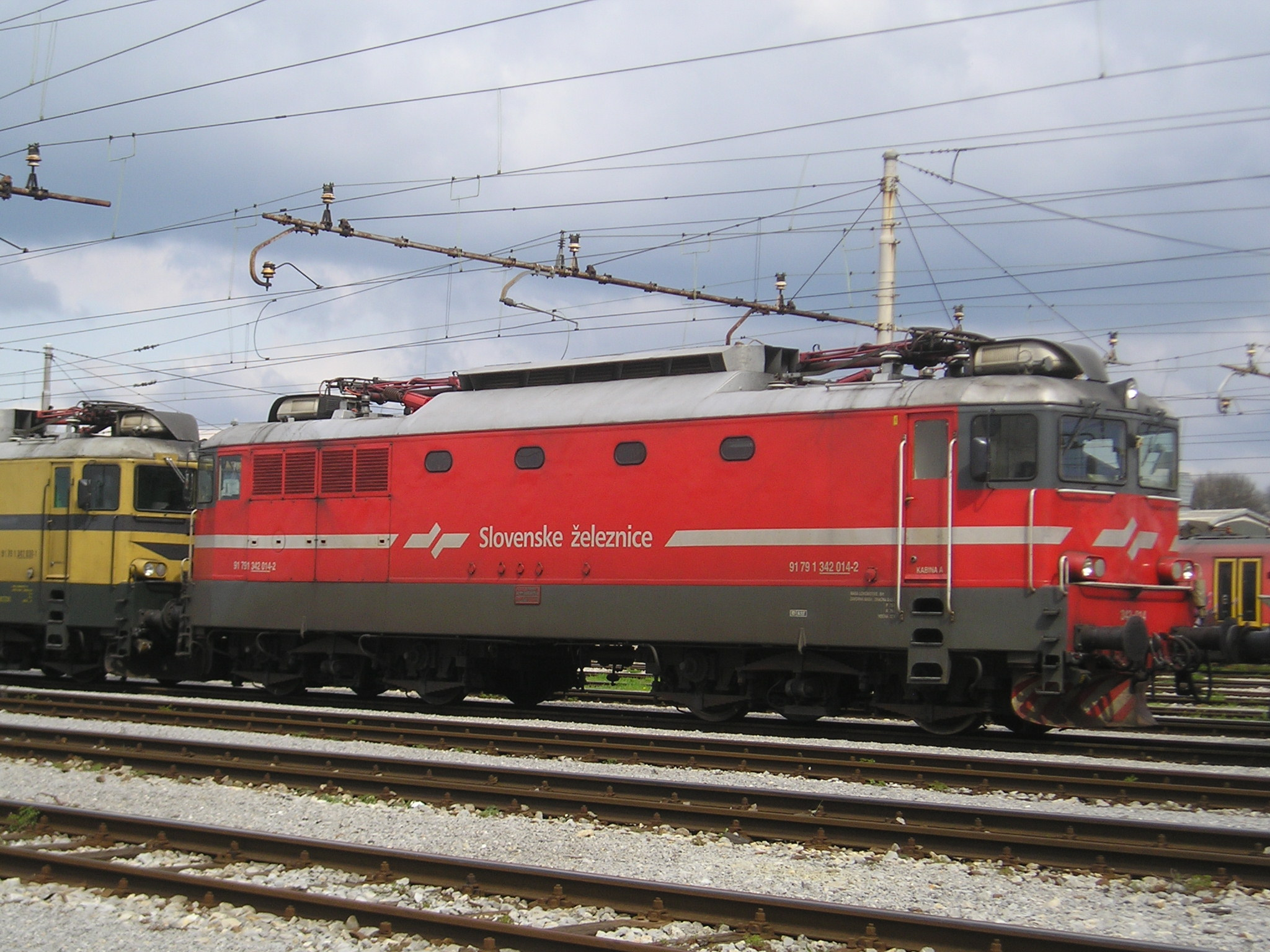
Locomotiva 342-014 nella livrea rossa

una massa per asse di 20,3 t.